# (13052) Las Casas
(13052) Las Casas é um asteroide do cinturão principal. Foi descoberto por Eric Walter Elst em 22 de setembro de 1990, no Observatório Europeu do Sul. Foi nomeado em homenagem ao padre católico Bartolomé de las Casas, que viveu entre o século XV e XVI.

## Descrição
Possui uma órbita caracterizada por um semi-eixo maior de 2,64 UA, uma excentricidade de 0,036 e uma inclinação de 4,13° em relação à eclíptica.